# Охрамієвська волость
Охрамієвська волость — історична адміністративно-територіальна одиниця Сосницького повіту Чернігівської губернії з центром у містечку Охрамієвичі.
Станом на 1885 рік складалася з 12 поселень, 10 сільських громад. Населення — 8510 осіб (4366 чоловічої статі та 4144 — жіночої), 1262 дворових господарств.
|                     | Площа, десятин | У тому числі орної, дес. |
| ------------------- | -------------- | ------------------------ |
| Сільських громад    | 9939           | 6807                     |
| Приватної власності | 29129          | 3522                     |
| Іншої власності     | 115            | 51                       |
| Загалом             | 39183          | 10380                    |

Поселення волості:
- Охрамієвичі — колишнє власницьке містечко при річці Переділка за 50 версту від повітового міста, 1894 особи, 289 дворів, православна церква, школа, постоялий двір, постоялий будинок, 5 лавок, водяний і вітряний млини, винокурний і вітряний заводи, 2 щорічних ярмарки: преполовинний і 8 вересня. За 7 верст — дігтярний завод. За 8 верст — цегельний і дігтярний заводи. За 17 верст — винокурний завод із водяним і вітряним млинами. За 19 верст — садиба Михайлівка з православною церквою, водяним млином і сукновальнею.
- Наумівка — колишнє державне та власницьке село при річці Турці, 1121 особа, 191 двір, православна церква, школа, постоялий двір, 2 постоялий будинки, лавка, щорічний ярмарок 8 листопада, водяний млин.
- Софіївка — колишнє власницьке село при річці Тихопець, 393 особи, 55 дворів, водяний млин, крупорушка, пивоварний і винокурний заводи.
- Тихоновичі — колишнє власницьке село при річці Ількуча, 1512 осіб, 222 двори, православна церква, постоялий двір, постоялий будинок, вітряний млин, крупорушка, щорічний ярмарок 1 жовтня.
- Турець — колишнє власницьке село, 779 осіб, 117 дворів, постоялий будинок, 3 лавки, водяний і вітряний млини.
- Чепелів — колишнє державне та власницьке село при річці Турці, 1212 осіб, 191 двір, православна церква, постоялий будинок, 2 лавка, 2 щорічних ярмарки: 9 травня та 6 грудня.

1899 року у волості налічувалось 15 сільських громад, населення зросло до 12942 осіб (6490 чоловічої статі та 6452 — жіночої).